# Feliks Tych
Feliks Tych (* 31. Juli 1929 in Warschau; † 17. Februar 2015 ebenda) war ein polnischer Historiker. Er überlebte den Holocaust, studierte Geschichtswissenschaft in Polen und war Professor an der Polnischen Akademie der Wissenschaften. Er war Direktor des Jüdischen Historischen Instituts in Warschau.

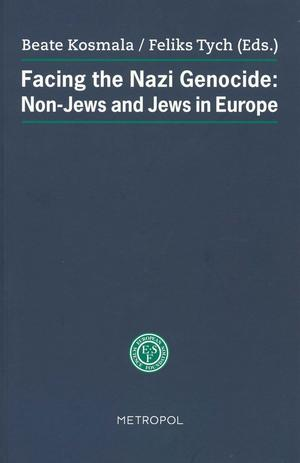
Facing the Nazi genocide, Metropol, 2004

## Leben
Feliks Tych wurde 1929 als neuntes Kind der Familie Tych in Warschau geboren. Bis zum Kriegsausbruch besuchte er die polnische Volksschule in Radomsko in der Nähe der deutschen Grenze, wo der Vater eine kleine Metallfabrik besaß. Hier wurde noch im Dezember 1939 eines der ersten Ghettos des Generalgouvernements für die besetzten polnischen Gebiete errichtet. Im Sommer 1942 verdichteten sich die Anzeichen einer bevorstehenden „Aktion“ gegen die Bewohner des Ghettos. Vorsorglich entschieden sich die Eltern, Feliks heimlich zu einem christlichen polnischen Bekannten fliehen zu lassen, der bereit war, ihn heimlich nach Warschau zu bringen, wo er mit gefälschten Papieren als verwaister „Neffe“ einer polnischen Gymnasiallehrerin überlebte und auch noch in der Nachkriegszeit bleiben konnte, denn seine Eltern und Geschwister waren im Vernichtungslager Treblinka ermordet worden.
1948 begann Feliks Tych ein Studium der Geschichte an der Universität Warschau und erhielt aufgrund seiner Qualifikationen ein Stipendium für ein postgraduales Studium an der Lomonossow-Universität in Moskau. Dort erwarb er 1955 den Doktorgrad mit einer Dissertation über die Revolution von 1905 bis 1907 im Königreich Polen, die in einer erweiterten polnischen Fassung als Buch veröffentlicht wurde. Danach war er zunächst als Wissenschaftlicher Mitarbeiter am Institut für Geschichte der Polnischen Akademie der Wissenschaften tätig. 1970 wurde er zum außerordentlichen Professor und 1982 zum ordentlichen Professor für Geschichtswissenschaft ernannt. Bei den 1968 einsetzenden Säuberungswellen, die auch eine antisemitische Stoßrichtung hatten, wurden Feliks Tych und ebenso seine Frau Lucyna, geb. Berman als Theaterregisseurin aus ihren Anstellungen gedrängt. 
Nach 1990 nahm er mehrfach Gastprofessuren an verschiedenen deutschen Universitäten wahr. Für seine Arbeiten zur Sozialgeschichte der Arbeiterbewegung erhielt er 1990 den Österreichischen Victor-Adler-Staatspreis. Mehr und mehr traten nun auch die historische Aufarbeitung des Holocaust und Untersuchungen über die Folgewirkungen für die osteuropäischen Länder ins Zentrum seiner Forschungen – so sein Buch in polnischer Sprache: Der lange Schatten des Holocaust (1999). Zwischen 1995 und 2006 war er Direktor des Jüdischen Historischen Instituts in Warschau, das er neu ausbaute. 2002 nahm er die Franz-Rosenzweig-Gastprofessur an der Universität Kassel wahr. 
Am 27. Januar 2010 hielt Tych im Rahmen der Gedenkstunde zum Tag des Gedenkens an die Opfer des Nationalsozialismus eine Rede vor dem Deutschen Bundestag.
Am 7. November erhielt Feliks Tych den Preis „Gegen Vergessen – Für Demokratie“ von der gleichnamigen Vereinigung. Die Laudatio hielt Joachim Gauck, Vorsitzender von Gegen Vergessen – Für Demokratie e. V.

## Schriften (Auswahl)
- Die Sozialdemokratische Partei Galiziens innerhalb der österreichischen Gesamtpartei. Vom Hainfelder Parteitag bis zum Zerfall der Monarchie. In: Erich Fröschl, Maria Messner, Helge Zoitl (Hrsg.): Die Bewegung. Hundert Jahre Sozialdemokratie in Österreich. Wien 1990.
- Leo Jogiches’ Kritik an der bolschewistischen Partei sowie Zur Lage in der russischen Sozialdemokratie. Ein unveröffentlichtes Manuskript von Rosa Luxemburg aus dem Jahre 1891. Beide in: Internationale wissenschaftliche Korrespondenz zur Geschichte der deutschen Arbeiterbewegung (IWK). Bd. 27 (1991), H. 3.
- Polens Teilnahme an der Invasion in der Tschechoslowakei 1968. In: Aus Politik und Zeitgeschichte. 1992, B 36.
- Karl Kautsky und die polnische Frage. In: Jürgen Rojahn, Till Schelz, Hans-Josef Steinberg (Hrsg.): Marxismus und Demokratie. Karl Kautskys Bedeutung in der sozialistischen Arbeiterbewegung. Frankfurt am Main/New York 1992.
- Lodzer Polen, Juden und Deutsche in der Revolution von 1905. In: Jürgen Hensel (Hrsg.): Polen, Deutsche und Juden in Lodz 1820–1939. Osnabrück 1999.
- Długi cień Zagłady (Der lange Schatten des Holocaust). Warschau 1999
- Deutsche, Juden, Polen: Der Holocaust und seine Spätfolgen. Bonn 2000
- Das polnische Jahr 1968. In: Beate Kosmala (Hrsg.): Die Vertreibung der Juden aus Polen 1968. Antisemitismus und politische Kalkül. Berlin 2000.
- Holocaust-Unterricht an Schulen und Universitäten in Polen heute. In: Eduard Fuchs, Falk Pingel, Verena Radkau (Hrsg.): Holocaust und Nationalsozialismus. Wien 2002.
- Zeugen der Vernichtung. Polen und der Holocaust. In: Dialog. Deutsch-Polnisches Magazin. Magazyn Polsko-Niemiecki. Bd. 60 (2002).
- Der Einfluss von Leo Jogiches auf Rosa Luxemburg in ihrer Zürcher Zeit. In: Rosa Luxemburg im internationalen Diskurs. Berlin 2002.
- Lebensskizze sowie Die Beziehungen im Dreieck Polen – Juden – Deutsche 1939–1945 und die Spätfolgen. Beide in: Wolfdietrich Schmied-Kowarzik (Hrsg.): Auseinandersetzungen mit dem zerstörten jüdischen Erbe. Franz-Rosenzweig-Gastvorlesungen 1999–2005. Kassel 2004
- hrsg. mit Alfons Kenkmann, Elisabeth Kohlhaas, Andreas Eberhardt: Kinder über den Holocaust. Frühe Zeugnisse 1944–1948. Berlin 2008, ISBN 3-938690-08-9 (Interviewprotokolle).

## Als Erzähler
- The Warsaw Getto 1940–1943. 912 Tage. DVD, Regie: Tomasz Pijanowski, 45 Min., Produktion TPS Film Studio, Polen. Beratung: Jewish Historical Institut Warsaw, Jüdisches Historisches Institut Warschau.[2]